# Frechberg
Der Frechberg ist ein 2900 m hoher Berg in den Victory Mountains des ostantarktischen Viktorialands. Er ragt südwestlich des Mount Burrill aus dem Malta-Plateau auf.
Wissenschaftler der deutschen Expedition GANOVEX III (1982–1983) benannten ihn. Namensgeber ist der deutsche Geologe und Paläontologe Fritz Frech (1861–1917).